# 贝尔努瓦堡
贝尔努瓦堡（法語：Bernoy-le-Château，法語發音：[bɛʁnwa lə ʃato]）是法国埃纳省的一个市镇，属于苏瓦松区。该市镇于2023年1月1日由原市镇贝尔济勒塞克与努瓦扬和阿科南合并而成，行政中心位于努瓦扬和阿科南。

## 地名
该地名“贝尔努瓦堡”（Bernoy-le-Château）由两部分组成：“贝尔努瓦”（Bernoy），由原市镇贝尔济勒塞克（Berzy-le-Sec）和努瓦扬和阿科南（Noyant-et-Aconin）的名称中各取一部分合并而成；“堡”（-le-Château），取自贝尔济勒塞克城堡。

## 地理
贝尔努瓦堡（49°19'56"N, 3°19'57"E）面积16.29 平方千米，位于法国上法蘭西大區埃纳省，该省份为法国北部内陆省份，北起北部省，西接索姆省和瓦兹省，东临阿登省和马恩省，西南至塞纳-马恩省，东北部与比利时接壤。
与贝尔努瓦堡接壤的市镇（或旧市镇、城区）包括：库尔梅勒、贝勒、塞蒙、克里斯河畔罗济耶尔、比藏西、维勒蒙图瓦尔、维耶尔济、绍丹、普卢瓦西、比藏西。
贝尔努瓦堡的时区为UTC+01:00、UTC+02:00（夏令时）。

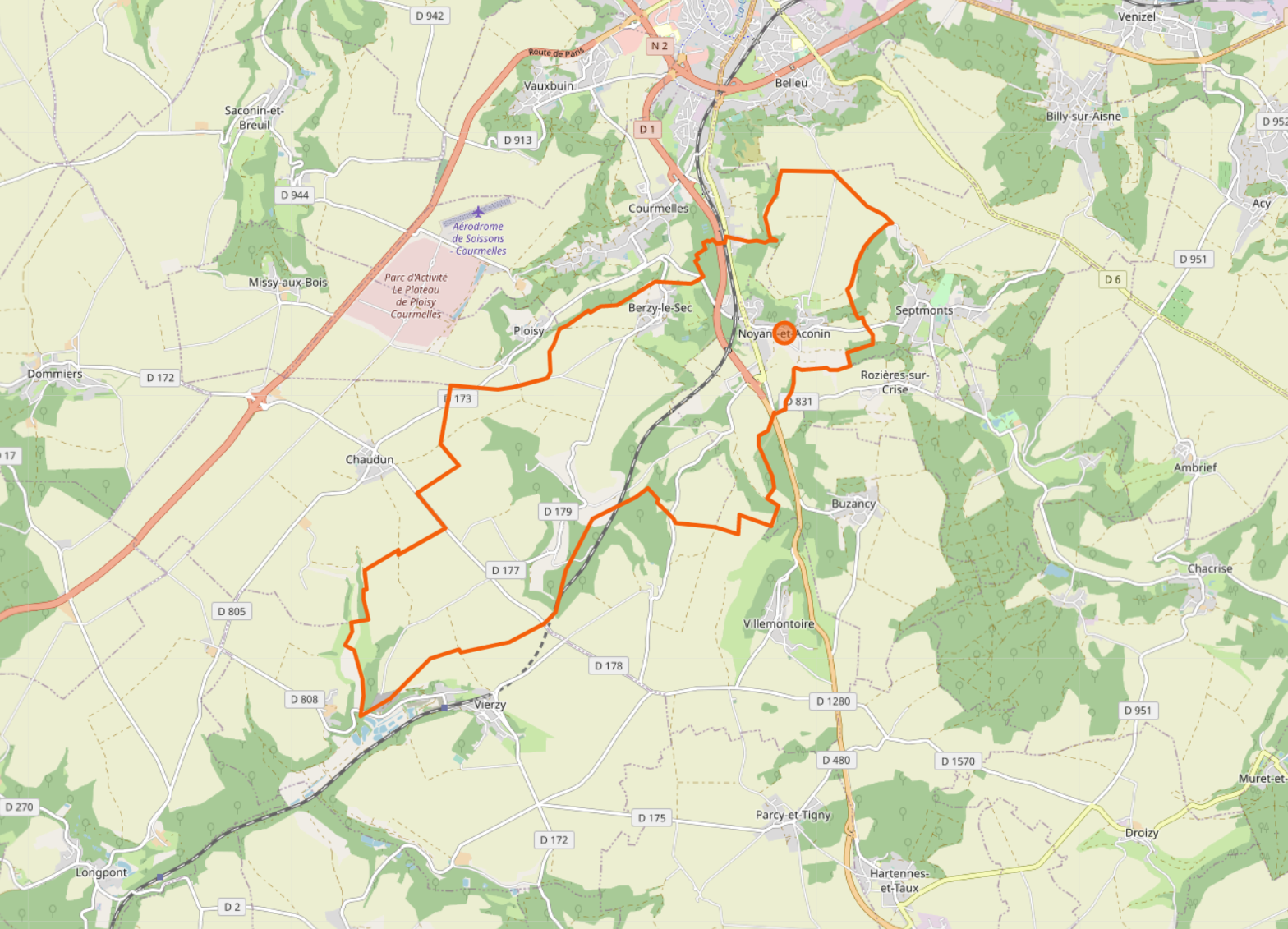
贝尔努瓦堡的OSM定位图

## 行政
贝尔努瓦堡的邮政编码为02200，INSEE市镇编码为02564。

## 政治
贝尔努瓦堡所属的省级选区为苏瓦松第二县。

## 人口
贝尔努瓦堡于2022年1月1日时的人口数量为840人。